# Odontosia
Genre
Le genre Odontosia regroupe des lépidoptères (papillons) de nuit de la famille des Notodontidae.

## Liste des espèces
- Odontosia carmelita (Esper, 1799) — Bombyx carmélite.
- Odontosia elegans (Strecker, 1885).
- Odontosia grisea (Strecker, 1885).
- Odontosia sieversii (Menetries, 1856) — Odontosie de Sievers.